# Sabbrabells
Sabbrabells (サブラベルズ) was een Japanse heavymetalband uit Tokio, opgericht in 1980. Hun teksten waren gebaseerd op satanische opvattingen en occultisme.
De Sabbrabells ging vaak op tournee, voornamelijk door Japan, met de bands Crowley en Genocide. Alle drie waren beïnvloed door onder andere de muziek van Mercyful Fate. Een nummer van de Sabbrabells staat op de verzamel-lp Heavy Metal Force uit 1984. Eind 1987 viel de band uiteen.

## Bandleden
- Kiichi Takahashi (zang) (zie ook GISM)
- Hiroyuki Sano (gitaar)
- Junichiro Matsukawa (gitaar)
- Keiichi Miyao (basgitaar)
- Shigeo Ishibashi (drums)

## Discografie
- 1983 - Sabbrabells
- 1985 - All Night Metal Party '84 to '85 (ep)
- 1985 - Dogfight (ep)
- 1986 - Live! (VHS)
- 1986 - Live!
- 1986 - Sailing on the Revenge
- 1987 - One Night Magic